# Il Bellotto a Lierna
Il Bellotto a Lierna est une peinture à l'huile sur toile (61 × 81 cm) réalisée en 1954 par le peintre italien Carlo Zocchi, signée en bas à droite : « C. Zocchi ».  
L'œuvre appartient aux collections d'art de la Fondation Cariplo et est  intégrée à la collection du Musée Gallerie d'Italia de Milan.

## Description
La peinture de Carlo Zocchi a participé cinq fois à la Biennale de Venise.

## Expositions
- 1954 : L'art à Lierna, Lac de Côme, Palais de la municipalité de Lierna.
- 1954 : Desio, IIe Exposition Figurative de Peinture Contemporaine Città di Desio.